# Joaquín Blanco Albalat
Joaquín Blanco Albalat (nacido en Las Palmas, el 25 de junio de 1989) es un regatista español. Compitió en los Juegos Olímpicos de 2016 en Río de Janeiro, en la clase Láser. 
Es hijo del regatista olímpico y medallista Mundial y Europeo Joaquín Blanco Roca. 
Joaquín volverá a representar a España en los Juegos Olímpicos en París, en la clase Láser, tras ganar el selectivo interno a Joel Rodríguez Pérez.